# Guardians of Ga'Hoole: The Hatchling
''Guardians of Ga'Hoole: The Hatchling  è un romanzo fantasy per ragazzi del 2005 di Kathryn Lasky. È il settimo libro della collana de I guardiani di Ga'Hoole ed è il seguito de I guardiani di Ga'Hoole - L'incendio. In Italia è ancora inedito.

## Trama
Il canyon di Sant’Aegolius è diventato la dimora di ciò che resta dei Puri. Nyroc, figlio di Nyra e del defunto ex Supremo Tyto, Kludd, è già un eccellente volatore e cacciatore. Nato in una notte d’eclissi come sua madre, presenta la faccia insolitamente grande e bianca, persino per un barbagianni. Nyra lo sta addestrando per prendere il posto di Kludd come Supremo Tyto. Nyroc non ha amici a parte Polvere, un barbagianni fuligginoso, poiché gli altri giovani gufi lo detestano a causa dell'invidia per le sue abilità e delle lodi degli anziani.
Nyra, Nyroc, Polvere e alcuni Puri scelti e un fabbro ribelle di nome Gwyndor si recano alla cerimonia finale di Kludd, dove le sue ossa saranno bruciate. Nyra racconta a Nyroc che suo zio Soren ha ucciso Kludd. Mentre le ossa bruciano, Gwyndor osserva Nyroc, che fissa le fiamme invece delle ossa. Nyroc vede strane creature a quattro zampe inseguite da creature più piccole, con l'immagine di una brace e di un allocco della Lapponia che uccide Kludd. Gwyndor vede i riflessi negli occhi di Nyroc e si rende conto che ha la vista del fuoco.
Nyra cerca quindi di convincere Gwyndor a rimanere e a forgiare grinfie di fuoco per i Puri, e sebbene inizialmente lui si rifiuti, decide di rimanere per il bene di Nyroc. Mentendole sul fatto di aver raccolto i materiali per le grinfie, si reca a Velargento come spia per saperne di più sulla cerimonia speciale. Scoprendo che la Fabbra Solitaria di Velargento si trova nella sua fucina, Gwyndor chiede informazioni e gli viene detto che la cerimonia prevede l'omicidio di una persona molto vicina. Gwyndor corre dai Puri per avvertire Nyroc, ma lungo la strada viene assalito dai corvi, finché non viene salvato da Harry e la sua famiglia.
Una volta tornato nel canyon, Gwyndor propone a Nyra che Nyroc diventi il suo "apprendista". Inizialmente Nyra si oppone, ma acconsente quando le vengono spiegati i vantaggi di Nyroc come abile fabbro e Supremo Tyto. Quando Nyroc rimane solo con il barbagianni australiano, Gwyndor gli dice che ha la vista del fuoco. Nyra, nel frattempo, avvisa Nyroc che la sua "Cerimonia Speciale" si sta avvicinando e che deve essere preparato.
Nyroc ricorda l’allocco della Lapponia nel fuoco della Cerimonia Finale di Kludd e si rende conto che Nyra gli ha mentito: non è stato Soren a uccidere suo padre, ma l’allocco. Lo racconta a Polvere, e insieme fuggono dai Puri. Polvere racconta a Nyroc del suo passato e che il suo vero nome era Edgar o Phillip. Così Nyroc decide di chiamarlo Phillip invece di Polvere.
I due amici si rifugiano in vecchie tane di volpi e civette delle tane, ma presto si rendono conto di essere seguiti dal miglior inseguitore del regno dei gufi, Doc Finebeak, e dai Puri, che si sono accorti della scomparsa di entrambi i gufi. I due decidono di seppellire sia le piume che le borre, prima di spazzare via le loro tracce con i licheni. Tuttavia, si ritrovano presto inseguiti e costretti ad entrare in un uragano, finché non vengono entrambi catturati.
Phillip viene legato a un albero e Nyroc si rende conto che la sua cerimonia speciale prevede l'uccisione di una persona a lui cara, in questo caso Phillip. Quando Nyroc si rifiuta di ucciderlo, Nyra gli colpisce il viso con l'artiglio, sfregiandolo. Poi spezza il collo a Phillip e gli strappa il cuore.
Nyroc fugge, sconvolto per la morte di Phillip, e si ritrova perseguitato dalla cicatrice del padre. Viene anche scambiato per Nyra a causa della sua nuova cicatrice, così molti gufi fuggono alla sua vista. Nyroc inizia a cacciare di giorno e a dormire di notte per evitare gli altri gufi. Presto incontra un coniglio che sa leggere i messaggi nelle ragnatele. Pone al coniglio molte domande, a cui tuttavia non sa rispondere, ma gli dice di dirigersi all'Aldilà dell'Aldilà, un vasto e arido luogo abitato dai meta-lupi e dove si trova la leggendaria Brace di Hoole. Così i due si salutano e si separano.